# Ascotis nigerrima
Ascotis nigerrima là một loài bướm đêm trong họ Geometridae.